# Puglia TV
Puglia TV è stata un'emittente televisiva italiana che cominciò a trasmettere nel gennaio 1988 a Brindisi e provincia.
L'autorizzazione è stata concessa dal Ministero delle comunicazioni e sono iniziate le prove in digitale terrestre.
Il costante collegamento con le principali agenzie d'informazione e la capillare copertura del territorio con troupe attrezzate, permette di offrire notizie di cronaca, sport, attualità, politica, costume e spettacolo.
Ogni giorno, dagli studi di Puglia TV, vanno in onda 4 edizioni del telegiornale ed in più la mattina dalle 6 alle 8.30 le più importanti notizie della giornata, viene inoltre proposta la rassegna stampa dei maggiori quotidiani della città nelle edizioni delle 14.00 e delle 17.00. La domenica va in onda il TG domenicale in edizione flash.
Le trasmissioni di approfondimento:
- martedì alle 21.00 Renato Rubino conduce Basketlandia (replica mercoledì alle 15.00)
- giovedì alle 21.00 Mario Scotto conduce Tiro a Segno (replica venerdì alle 15.00)
- venerdì alle 21.00 Davide Cucinelli conduce A tutto Campo (replica sabato alle 15.00)

In passato l'emittente ha detenuto i diritti di trasmissione delle partite casalinghe della New Basket Brindisi.